# 郡山空襲

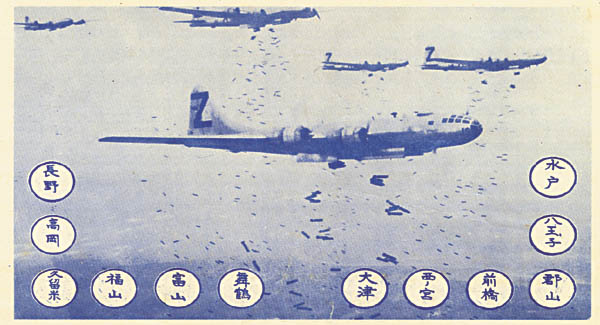
1945年に日本全国の都市に投下されたアメリカ軍による空襲予告の伝単。都市名の中に「郡山」の文字も。

郡山空襲（こおりやまくうしゅう）は、第二次世界大戦（太平洋戦争）中アメリカ軍により行われた福島県郡山市に対する空襲。
郡山市は1945年（昭和20年）4月12日、7月29日、8月9日、10日の計4回空襲を受けているが、ここでは最も被害の大きかった1945年（昭和20年）4月12日の空襲について記述する。

## 概要
郡山市は当時、郊外に第一から第三までの航空基地（うち二つは飛行場あり）など、多くの軍事施設を抱える軍都でもあった他、市内では保土谷化学工業郡山工場、三菱電機郡山工場、中島飛行機郡山工場、日東紡績などの軍需工場で落下傘や風船爆弾などが製造されており、このため標的となった。
昭和20年（1945年）4月12日、数十機からなるB-29爆撃機の編隊が来襲、海軍の第二五二海軍航空隊が4機の戦闘機で迎撃に向かうが防ぎきれず、保土谷化学郡山工場、日東紡富久山工場などを中心に攻撃を受けて近隣の国鉄郡山駅周辺まで被害に遭った。死者は学徒動員された学生、生徒、周辺住民など合計で460人。

## 戦後
- 市内堂前の如宝寺には保土谷化学郡山工場における学徒動員の死者26名の慰霊碑が建ち、毎年4月12日に慰霊祭が行われている
- 市内横塚の常傳寺には同地区の住民22名の慰霊碑が建つ

## 参考
- 郡山市史 第五巻 近代（下）「郡山空襲の記録」